# Colin Rowe
Pour les articles homonymes, voir Rowe.
Colin Frederick Rowe, né le 27 mars 1920 à Rotherham dans le Yorkshire du Sud et mort le 5 novembre 1999 dans le comté d'Arlington, est un critique britannique d'architecture.
Théoricien et historien enseignant à l'université Cornell (Ithaca, état de New York), il s'est fait connaître dans les années 1950 par ses positions iconoclastes, à l'époque de l'émergence de la Ville fonctionnelle et des architectes post-modernes.

## Biographie
Colin Rowe est le fils et petit-fils d'instituteurs et devient boursier de la prestigieuse université de Liverpool en 1938, réputée dans le domaine de l'architecture. Il rejoint un régiment de parachutistes en 1942, mais subit des lésions de la colonne vertébrale lors d'un atterrissage. Il est réformé et peut reprendre rapidement ses études. Élève de l'historien d'architecture Rudolf Wittkower, il obtient son diplôme d'architecte en 1945 après avoir rédigé une thèse sur « les sources et les apports des esquisses d'Inigo Jones » (« The Theoretical Drawings of Inigo Jones: Their Sources and Scope »), artiste anglais ayant fortement contribué à l'essor de la Renaissance en Grande-Bretagne et qui va influencer durablement l'esprit de Colin Rowe,.
Lorsqu'il publie en 1947, son premier article dans une revue d'architecture, intitulé « Mathématiques de la villa idéale » (« Mathematics of the Ideal Villa »), Colin Rowe cherche à démontrer une correspondance dans les proportions, entre une villa de la Renaissance italienne (Villa Malcontenta de Palladio) et la Villa Stein de Le Corbusier, référence du mouvement moderne en architecture,. Dans son premier essai "Manierism et Modern Architecture" publié en 1950, Rowe poursuit les comparaisons des projets de l'époque moderne à ceux de l'époque classique, suivant une méthode de recherche des similitudes formelles entre des bâtiments construits à des époques différentes. La méthode de Rowe découle d'une longue lignée d'historiens d'art allemands. On peut citer notamment comme source d'inspiration le livre de son professeur Rudolf Wittkower publié en 1949,"Architectural Principles in the Age of Humanism".
Rowe devient enseignant à l'université de Liverpool de 1947 à 1949. James Frazer Stirling, qui figure parmi ses élèves, deviendra l'un des architectes les plus influents de la deuxième moitié du XXe siècle,.
En 1950, Rowe décide de compléter sa formation aux États-Unis, à l'université Yale, puis d'enseigner à l'université du Texas à Austin, où il fréquente un groupe d'intellectuels européens qui se nomment par dérision les « Texas Rangers ». Après un court passage à l'université de Cambridge en 1960, il rejoint la chaire d'architecture de Cornell en 1962 jusqu'à sa retraite en 1990, et d'où il influencera une génération d'architectes post-modernistes et de futurs enseignants, en explorant de nouveaux concepts sur les formes bâties et l'urbanisme,.
Il obtient la nationalité américaine en 1984.

## Apports théoriques
Dans les années 1950 d'après guerre, Colin Rowe centre ses recherches sur les similitudes constructives et de composition formelle entre des bâtiments issus du Mouvement Classique Italien et les récentes Villa blanches et épurées construites par Le Corbusier à Poissy et Garches. Cette démarche partait d'une bonne intention visant à réconcilier les architectes traditionalistes avec les tenants du mouvement dont la plupart avaient trouvé refuge aux États-Unis après guerre, et qui revendiquaient avec force, dans les projets de reconstruction à grande échelle du continent européen, une évolution radicale des formes et des couleurs. Dans l'esprit de Rowe, l'analyse trans-historique de bâtiments réalisés dans des périodes et contextes sociaux et humains différents, devait apporter un remède aux maux du modernisme, en venant modérer une théorie brute et radicale, pour constituer une symbiose entre renouvellement urbain et histoire, entre technicité et patrimoine.

De 1955 à 1958, l'historien Colin Rowe s'associe au peintre Robert Slutsky pour écrire deux essais sur "la transparence : littérale et phénoménale", dans lesquels seront distingués la notion de "transparence réelle" issue de la propriété inhérente à un matériau comme le verre, "de la transparence phénoménale", en tant que qualité particulière du mode d'organisation de l'espace. Ces essais remettent ainsi en question la prédominance à cette époque de la façade en verre, en tant qu'emblème de la modernité industrielle et architecturale. En effet, le verre enchâssé dans une structure métallique fut d'abord utilisé pour les serres avant d'être consacré par le succès du Crystal Palace de Joseph Paxton à l'exposition universelle de Londres en 1851. Il devint alors le procédé nouveau de composition des façades fondateur du Style International dans les années d'après guerre.
Les analyses de Rowe et Slutsky sur la transparence reposent sur la théorie de la Gestalt. et en l'occurrence sur des principes optiques qui permettent une relecture formelle de l'architecture moderne. Cette contribution visait à dégager des principes inhérents à discipline de l'architecture fondés sur les lois de la perception visuelle et à dépasser la simple notion de façade, notamment en s'appuyant sur une comparaison avec le mouvement pictural Cubisme.
Avec la transparence phénoménale, Rowe et Slutsky montrent qu'il existe une perception plus cognitive de la frontalité qui dépasse la lecture d'un premier plan visuel et qui révèle l'existence d'une profondeur plus complexe. Ainsi, la transparence littérale des modernistes se limite au regard traversant la membrane d'une paroi vitrée, à la lecture claire et nette de différentes séquences spatiales. En opposition, la transparence phénoménale se manifeste dans toute construction, quand il existe des zones dans l'espace qui peuvent être combinées à deux ou plusieurs systèmes relationnels sur une petite profondeur. Selon Rowe, une façade n'est pas obligatoirement linéaire, sur le plan formel, mais peut avoir une composition spatiale plus complexe, comme à l'époque du maniérisme.
En 1978, Colin Rowe, en collaboration avec Fred Koetter, renforce son influence dans le domaine de l'urbanisme en publiant un livre intitulé "Collage City". Cet ouvrage questionne à nouveau les principes urbanistiques du Mouvement Moderne en dénonçant l'utopie de la Charte d'Athènes de Le Corbusier en milieu urbain. De tout temps, la Ville s'est constituée par strates successives, par assemblage d'éléments divers, que les deux auteurs ne peuvent accepter de voir disparaître et qui les conduisent à remettre en question le rôle de l'architecte-urbaniste dans un contexte urbain. 

Dans une analyse dialectique de l'histoire urbaine, les auteurs mettent en opposition les visions prophétiques de la Ville Idéale et les théories révolutionnaires et une tradition urbaine fondée sur la sédimentation progressive des Villes. La vision radicale des Modernistes et de leur "Tabula Rasa" est confrontée au bricolage et à une intervention fragmentaire irrationnelle. Colin Rowe propose le collage comme une synthèse possible de deux problématiques contrastées, et cherche à inventer les règles de coexistence entre bâtiments anciens et les nouvelles constructions, en inventant de nouvelles relations constructives. 

Ainsi, Collage City revendique l'utilisation du collage de références variées pour composer et rénover la Ville et ne cherche pas à dénier l'évolution architecturale. Cet ouvrage apparait comme la reconnaissance par l'historien des apports indéniables du mouvement moderniste sur le plan formel et fonctionnel.

## Influences
Les effets de cette pensée historique se sont révélés difficiles à doser et nombre d'architectes sont tombés d'un excès dans l'autre. Il peut en effet être facile de se laisser séduire par la cohérence et le charme des pensées et formes urbaines anciennes. L'historicisme de Rowe s'est peu à peu imposé dans l'esprit du grand public comme un moyen de résistance contre l'irruption du modernisme et s'est attiré la sympathie de nombreux nostalgiques.
À partir des années 1960, avec la notion de transparence phénoménale ou dite virtuelle, Colin Rowe cherche à opposer une théorie de la forme architecturale, voir un pur formalisme, à l'enseignement pragmatique de Walter Gropius et Marcel Breuer à Harvard, issus du Bauhaus. Les tenants du mouvement modernistes réussiront néanmoins à diffuser leur culture bien au-delà des frontières américaines, en s'appuyant sur les facteurs économiques et constructifs d'après-guerre.
Quelques années plus tard, l'enseignement formaliste de Colin Rowe sera critiqué par les théoriciens du Brutalisme, en particulier par Reyner Banham, pour l'invalidité de ses principes dans la pratique. Ainsi, en réaction aux formalistes, les constructions brutalistes chercheront à opposer la matérialité aux principes formels.
Dans le domaine de l'urbanisme, l'ouvrage Collage City fait référence en tant qu'évaluation cultivée et progressiste des théories contemporaines de l'urbanisme; mais également du rôle de l'architecte dans la composition urbaine.
Les débats toujours actuels sur l'apparence des bâtiments et le rapport entre ancien et nouveau, sont largement sous-tendus par les hypothèses constructives qui ont marqué les décennies d'après-guerre, et en particulier celles diffusées par Colin Rowe.

## Récompenses
Le Royal Institute of British Architects (RIBA) lui décerne la Royal Gold Medal for architecture en 1995. Il est également primé par l'American Institute of Architects, qui lui remet le Topaz Medallion.